# Francis Brown
Francis Brown (* 5. November 1977) ist ein britisch-französischer Mathematiker, der sich mit Zahlentheorie und Kombinatorik von Feynmandiagrammen beschäftigt.

## Leben und Werk
Brown studierte an der Universität Cambridge mit dem Bachelor-Abschluss und an der École normale supérieure und wurde 2006 an der Universität Bordeaux bei Pierre Cartier promoviert. Als Post-Doktorand war er am Max-Planck-Institut für Mathematik in Bonn und am Mittag-Leffler-Institut. Er war von 2007 bis 2012 Chargé de Recherche des CNRS am Institut de Mathématiques de Jussieu in Paris, das den Universitäten Paris VI und VII zugeordnet ist. Von 2012 bis 2015 war er festangestellter Gastwissenschaftler (Visiteur CNRS longue-durée) am IHES. Seit 2015 ist er Senior Research Fellow am All Souls College, Oxford.
2012 erhielt er den Prix Élie Cartan der Académie des sciences für den Beweis von zwei Vermutungen über Vielfach-Zetafunktionen. Ebenfalls 2012 erhielt er die Bronzemedaille des CNRS.
Die erste Vermutung stammt von Alexander Goncharov und Yuri Manin und besagt, dass alle Perioden im Modulraum {\displaystyle {\mathcal {M}}_{0,n}} von Kurven des Geschlechts 0 mit {\displaystyle n} Punktierungen sich als {\displaystyle \mathbb {Q} \left[{\frac {1}{2\pi i}}\right]}-Linearkombinationen von Werten der Vielfachzetafunktion darstellen lassen. Die zweite Vermutung stammt von Michael E. Hoffman und besagt, dass alle Werte der Vielfachzetafunktion Linearkombinationen von solchen zum Exponent 2 oder 3 sind. Die Vermutung ist wichtig in der Theorie der Motive.
In einer 2012 in Annals of Mathematics veröffentlichten Arbeit bewies er dann allgemein, dass sich Perioden von über {\displaystyle \mathbb {Z} } unverzweigten gemischten Tate-Motiven als {\displaystyle \mathbb {Q} \left[{\frac {1}{2\pi i}}\right]}-Linearkombinationen von Werten der Vielfachzetafunktion darstellen lassen. Dies enthält die obige erste Vermutung als den Spezialfall des durch den Modulraum {\displaystyle {\mathcal {M}}_{0,n}} von Kurven des Geschlechts 0 mit {\displaystyle n} markierten Punkten und die relative Kohomologie {\displaystyle H^{l}({\overline {\mathcal {M}}}_{0,n}-A,B-B\cap A)} definierten Tate-Motivs. Gleichzeitig bewies er in dieser Arbeit eine Vermutung von Yasutaka Ihara und Pierre Deligne über die Verbindung gemischter Tate-Motive über den ganzen Zahlen mit der motivischen Fundamentalgruppe der projektiven Geraden minus drei Punkten.
Er befasst sich auch mit Zetafunktionen in der Quantenfeldtheorie, insbesondere mit der Frage ob sich in einfachen Modell-Quantenfeldtheorien wie der {\displaystyle \phi ^{4}}-Theorie in vier Dimensionen die in der Störungstheorie auftretenden Feynmanintegrale (genauer werden primitive, log-divergente Feynmanamplituden betrachtet) durch Zetafunktionen und Vielfachzetafunktionen ausdrücken lassen und wenn ja durch welche. Er bewies 2009, dass diese sich für niedrige Ordnung durch rationale Kombinationen von Vielfachzetafunktionen ausdrücken lassen  und zeigte gleichzeitig, dass dies entgegen einer verbreiteten Folklore-Vermutung allgemein nicht gilt und dass, wenn sie sich durch Vielfachzetafunktionen ausdrücken lassen die auftretenden Kombinationen stark eingeschränkt sind.  2012 bewies er mit Oliver Schnetz eine Vermutung von Dirk Kreimer und David Broadhurst von 1995, die eine spezielle unendliche Klasse von Feynmanintegralen (Zig-Zag-Graphen) durch Werte von Zetafunktionen an ungeraden Stellen ausdrückte. Die Vermutung war von Connes und Kreimer nach umfangreichen numerischen Berechnungen von Feynmandiagrammen aufgestellt worden. Hier arbeitet er im Rahmen eines von Cartier, Alain Connes, Maxim Kontsevich, Dirk Kreimer und anderen verfolgten Programms die Verbindung von Feynmanintegralen und Zetafunktionen mit Hilfe einer motivischen Galoisgruppe (von Connes Cosmic Galois-Group genannt) zu erklären.
Die primitiven Feynmanamplituden der {\displaystyle \phi ^{4}}-Theorie hängen nach Kontsevich mit der Anzahlfunktion der Punkte der zugehörigen Graphfunktion über endlichen Körpern {\displaystyle \mathbb {F} _{q}} (mit {\displaystyle q=p^{n}}, p prim) zusammen (und sind zwei Aspekte eines dahinterliegenden gemischten Motivs). Brown bewies 2009 eine Vermutung von Kontsevich (1997), dass diese Funktion ein Polynom in q ist im Spezialfall von Feynmangraphen niedriger Ordnung (im Allgemeinen ist die Vermutung nach Prakash Belkale und Patrick Brosnan (2003) falsch). 2011 gab er mit Schnetz auch eine effektive Version des Beweises. Er fand {\displaystyle c_{2}}-Invariante zur zahlentheoretischen Charakterisierung der Anzahlfunktion von Graphen und zeigt, dass diese für spezielle Graphen Fourierkoeffizienten von Modulformen sind, woraus sich weitere explizite Gegenbeispiele zur Vermutung von Kontsevich ergaben.
2014 war er Eingeladener Sprecher auf dem ICM in Seoul (Motivic periods and Pn{0; 1;1}).

## Schriften (Auswahl)
- Multiple zeta values and periods of moduli spaces {\displaystyle {\mathfrak {M}}_{0,n}}. Ann. Sci. Éc. Norm. Supér. (4) 42 (2009), no. 3, 371–489. ArXiv
- Mixed Tate motives over {\displaystyle \mathbb {Z} }. Ann. of Math. (2) 175 (2012), no. 2, 949–976. ArXiv
- Dedekind zeta motives for totally real number fields. Invent. Math. 194 (2013), no. 2, 257–311. ArXiv
- Motivic periods and {\displaystyle P^{1}\setminus \left\{0,1,\infty \right\}}. Proceedings of the ICM 2014. online